# كامبودیمله (إيطاليا)
کامپودیمله؛ (بالإيطالية: Campodimele)‏ هي بلدة ومدينة في مقاطعة لاتينا، في منطقة لاتسيو بوسط إيطاليا. وتقع على تل كارست شديد الانحدار، بين سلسلتي مونتي أوسوني ومونتي أورونشي.
ويعتمد اقتصادها غالبا على الزراعة.

## تاريخها
ترتفع کامپودیمله ( باللاتينية: Campus Mellis) على الأرجح فوق سطح مدينة أبيولا (Apiola) اللاتينية والقديمة جدًا، وقد دمرها خامس ملوك روما تاركوينيوس بريسكوس ( Tarquinius Priscus) في سنة (579 قبل الميلاد) ؛ ويمكن رؤية أنقاض مدينك أبيولا (Apiola) على بعد 6 كيلومتر (4 ميل) عن المركز التاريخي الحالي لـ کامپودیمله، وأسس اللومبارديون أول مستوطنة محصنة في القرن السادس الميلادي، بينما كانت في القرن التالي جزءًا من ممتلكات دير مونتكاسينو.
وفي عام 916، استحوذت عليها دوقية جايتا. وذكر كامبو دي ميلي مرة أخرى في تبرع قدمه قنصل فوندي عام 1072. وفي عام 1087، كان لدى البابا فيكتور الثالث قائمة بممتلكات الدير المنحوتة على الباب البرونزي لكاتدرائية مونتيكاسينو. وفي عام 1384، أصبحت ملكية لعائلة كايتاني من فوندي، ولكن في عام 1497 ، أعطى الملك فريدريك الرابع من نابولي مقاطعة فوندي مع الدوقات المحيطة، بما في ذلك في کامپودیمله، إلى عائلة كولونا.
في عام 1534، فرت جوليا غونزاغا إلى هنا من البحار الجزائري خير الدين بربروسا. وفي عام 1591 ورث الإقطاعية لويجي كارافا أمير ستيجليانو. وحصلت کامپودیمله على حقوق البلدية في عام 1813.
خلال الحرب العالمية الثانية، مر خط جوستاف عبر کامپودیمله. ألبرتو مورافيا، الذي تم ترحيله إلى هنا، استلهم من أحداث ذلك الوقت في روايته La Ciociara.

## المعالم السياحية الرئيسية
- الجدران (القرن الحادي عشر الميلادي).
- دير سانت أونوفريو، الذي أسسه ديسيديريوس مونتيكاس ( Desiderius of Montecassino) في القرن الحادي عشر.
- كنيسة أبرشية سان ميشيل أركانجيلو ، بُنيت في القرن الحادي عشر فوق معبد وثني موجود مسبقًا
- كنيسة أنونزياتا (القرن الثالث عشر)

## الوصول
يمكن الوصول إلى کامپودیمله عبر طريق وادي ليري 82.

## طول عمر السكان
تشتهر کامپودیمله بطول عمر سكانها، حيث يُتوقع الآن أن يعيش سكان المدينة بمتوسط عمر يبلغ 95 عامًا.

## وصلات خارجية
- الموقع الرسمي باللغة الإيطالية